# Labarrus evachromae
Labarrus evachromae är en skalbaggsart som beskrevs av Chromy 1993. Labarrus evachromae ingår i släktet Labarrus och familjen Aphodiidae. Inga underarter finns listade i Catalogue of Life.